# 野島亜樹
野島 亜樹（のじま あき、1980年4月23日 - ）は、テレビ大分のアナウンサーである。

## 来歴
大分県別府市出身。
大学卒業後、2003年にテレビ大分に入社。同期に元同局アナウンサーの菅未来がいる。地上デジタル放送完全移行前の時期には地上デジタル放送推進大使を務めていた。
私生活では、2019年4月に結婚、2021年4月から産休、同年5月下旬に第1子を出産、2022年6月に復帰した。

## 人物
特技はクラシックバレエ。

## 現在の担当番組
- TOSニュース
- FNN Live News days（大分県ローカルパート担当）

## 過去の担当番組
- TOSスーパーニュース
- ハロー大分
- TOSスピーク（大分県ローカルパート担当）
- ゆ〜わくワイド&News （ニュース・天気担当キャスター）